# Meccanica appelliana
La meccanica appelliana, elaborata da Paul Émile Appell nell'anno 1900, è una formulazione alternativa della meccanica razionale che, per via dei concetti di grandezze generalizzate cui fa riferimento, viene trattata nell'ambito della meccanica lagrangiana.
Nonostante si sia storicamente collocata in una posizione meno centrale e conosciuta rispetto alle altre equivalenti formulazioni della meccanica razionale, quella appelliana risulta molto conveniente quando applicata ai sistemi vincolati, infatti, può essere vista come una variazione del principio di minimo vincolo di Gauss.

## Equazioni del moto di Appell
Dato un sistema con {\displaystyle m} gradi di libertà, il cui spazio delle fasi è generato dalle coppie {\displaystyle (q_{i},{\dot {q}}_{i})_{i=1,\dots ,m}}, le equazioni del moto di Appell sono definite come:
{\displaystyle Q_{j}={\frac {\partial {\mathcal {M}}}{\partial {\ddot {q}}_{j}}}}
dove {\displaystyle {\ddot {q}}_{j}} è un'accelerazione generalizzata arbitraria e {\displaystyle Q_{j}} è la corrispondente forza generalizzata. Da qui si ricava che in un sistema di {\displaystyle n} particelle in {\displaystyle \mathbb {R} ^{m}}il lavoro infinitesimo svolto risulta: 
{\displaystyle \mathrm {d} W=\sum _{j=1}^{m}Q_{j}\,\mathrm {d} q_{j}}
La funzione Appelliana {\displaystyle {\mathcal {M}}} è definita come la somma dei quadrati delle accelerazioni generalizzate del sistema ponderata sulla massa, avendo la dimensione di una forza generalizzata per un'accelerazione generalizzata:  
{\displaystyle {\mathcal {M}}={\frac {1}{2}}\sum _{i=1}^{n}m_{i}{\ddot {q}}_{i}^{2}}

## Equazioni cardinali di Eulero
La validità della formulazione di Appell si può ridurre a quella delle equazioni di Eulero.
Si consideri infatti un corpo rigido costituito da N particelle unite da un vincolo di rigidità. La rotazione del corpo può essere descritta da una velocità angolare {\displaystyle {\boldsymbol {\omega }}}, e dal corrispondente vettore di accelerazione angolare:
{\displaystyle {\boldsymbol {\alpha }}={\frac {\mathrm {d} {\boldsymbol {\omega }}}{\mathrm {d} t}}}
La forza generalizzata per una rotazione è il momento meccanico {\displaystyle \mathbf {M} }, poiché il lavoro svolto per una rotazione infinitesima {\displaystyle \mathrm {d} {\boldsymbol {\phi }}} è pari a {\displaystyle \mathrm {d} W=\mathbf {M} \cdot \mathrm {d} {\boldsymbol {\phi }}}. La velocità della particella k-esima è:
{\displaystyle \mathbf {v} _{k}={\boldsymbol {\omega }}\times \mathbf {r} _{k}}
dove {\displaystyle \mathbf {r} _{k}} è la posizione della particella in coordinate cartesiane e la sua accelerazione corrispondente è
{\displaystyle \mathbf {a} _{k}={\frac {\mathrm {d} \mathbf {v} _{k}}{\mathrm {d} t}}={\boldsymbol {\alpha }}\times \mathbf {r} _{k}+{\boldsymbol {\omega }}\times \mathbf {v} _{k}}
Perciò, l'Appelliana può essere riscritta come 
{\displaystyle {\mathcal {M}}={\frac {1}{2}}\sum _{k=1}^{N}m_{k}\left(\mathbf {a} _{k}\cdot \mathbf {a} _{k}\right)={\frac {1}{2}}\sum _{k=1}^{N}m_{k}\left[\left({\boldsymbol {\alpha }}\times \mathbf {r} _{k}\right)^{2}+\left({\boldsymbol {\omega }}\times \mathbf {v} _{k}\right)^{2}+2\left({\boldsymbol {\alpha }}\times \mathbf {r} _{k}\right)\cdot \left({\boldsymbol {\omega }}\times \mathbf {v} _{k}\right)\right]}
Imponendo le derivate dell'Appelliana rispetto alle {\displaystyle {\boldsymbol {\alpha }}} come uguali al momento meccanico arriviamo alle equazioni di Eulero:
{\displaystyle {\begin{cases}I_{xx}\alpha _{x}-\left(I_{yy}-I_{zz}\right)\omega _{y}\omega _{z}=M_{x}\\I_{yy}\alpha _{y}-\left(I_{zz}-I_{xx}\right)\omega _{z}\omega _{x}=M_{y}\\I_{zz}\alpha _{z}-\left(I_{xx}-I_{yy}\right)\omega _{x}\omega _{y}=M_{z}\end{cases}}}